# Дарвен
Да́рвен (англ. Darwen) — ринкове місто в графстві Ланкашир, Англія. У 2011 році його населення становило 28,046 чоловік.
Разом з Блекберном утворює унітарну одиницю Англії на південному сході церемоніального графства Ланкашир Блекберн і Дарвен.

## Історія
Місцевість навколо Дарвена була заселена ще з раннього бронзового віку, є залишки круглих курганів.
За часів Римської імперії тут проходила дорога. Найстарішою будівлею міста вважається будинок фермера датований 1675 роком.
Як і багато міст Ланкаширу, Дарвен був центром виробництва текстилю під час промислової революції. Семюел Кромптон відомий англійський винахідник, піонер прядильної промисловості прожив тут частину свого життя.
У середині XIX століття у місті побудували залізницю та канал Лідс — Ліверпуль.
Значна частина міста була побудована приблизно з 1850 по 1900 роки. 1900 являє собою пік Вікторіанської епохи в Дарвені.
Ендрю Карнеґі фінансував місцеву публічну бібліотеку; в місті також діяли художньо-технічний коледж та гімназія. Разом з нонконформізмом існує багато різних конфесій, які процвітали в містечку до Першої світової війни.
У 1931 році місто відвідав Магатма Ґанді.

## Міста-побратими
- Ламін, Гамбія[4]